# John William Atkinson
John William Atkinson (Jersey City, 31 dicembre 1923 – 27 ottobre 2003) è stato uno psicologo statunitense.
Prese parte alla seconda guerra mondiale, insegnò e fu un membro della comunità dell'Università del Michigan.

## Biografia
Figlio di Frank G. Atkinson e di Wilhelmina "Minnie" Atkinson, frequentò le scuole pubbliche in Oradell, NJ e si diplomò alla Wight Morrow High School a Englewood, NJ. Partecipò alla Seconda guerra mondiale servendo nella United States Army Air Corps. Nel 1944 sposò Mary Jane Wanta, sua fidanzata dai tempi del liceo. Dopo la guerra, finì i suoi studi in psicologia, laureandosi alla Wesleyan University, nell'anno accademico 1946-47. Divenne professore alla Wesleyan University dove proseguì le sue ricerche sull'arousal dei bisogni umani e comportamentali e collaborando con lo psicologo David McClelland. Nel 1950 terminò il suo dottorato di ricerca all'Università del Michigan, dove continuò a lavorare presso il Dipartimento di Psicologia per la sua intera carriera (1950-1985).
Nel 1979, Atkinson fu eletto membro dell'Accademia statunitense di arti e scienze. Partecipò come membro al Centro di studi avanzati nelle scienze comportamentali all'Università di Stanford, fu inoltre metro dell'Associazione statunitense di psicologia. Nel 1985 fu nominato professore ad honorem all'Università del Michigan.

## La teoria di Atkinson: tendenze motivazionali e scelte al rischio
Nel 1964 Atkinson elabora la sua teoria motivazionale, secondo cui la motivazione alla riuscita dipende da due componenti o tendenze motivazionali contrapposte, speculari e potenzialmente conflittuali: una tendenza al successo, che porta a voler affrontare i compiti e quindi alla motivazione; e una motivazione a evitare il fallimento, che porta a un atteggiamento di ritiro nei confronti delle situazioni, al disinteresse e alla demotivazione. Secondo Atkinson, la tendenza al successo spinge le persone a scegliere compiti di medie difficoltà, in modo tale che le probabilità di successo siano realisticamente più alte. Diversamente, la motivazione ad evitare il fallimento implica una scelta ad affrontare compiti di bassa difficoltà o estremamente difficili, in modo tale che qualora vi sia un fallimento l'individuo possa attribuirlo esclusivamente alle difficoltà del compito piuttosto che alle proprie capacità.